# Коротун, Максим Сергеевич
Макси́м Серге́евич Короту́н (1 марта 1985, Краматорск) — украинский дзюдоист суперлёгкой весовой категории, выступал за сборную Украины во второй половине 2000-х годов. Участник летних Олимпийских игр в Пекине, серебряный призёр Универсиады в Бангкоке, победитель многих турниров национального и международного значения. Мастер спорта Украины международного класса.

## Биография
Максим Коротун родился 1 марта 1985 года в городе Краматорске Донецкой области. Активно заниматься дзюдо начал с раннего детства, проходил подготовку под руководством собственного отца Сергея Коротуна, мастера спорта СССР по дзюдо.
Впервые заявил о себе в сезоне 2004 года, когда на взрослом чемпионате Украины в Днепропетровске сумел дойти в суперлёгком весе до финала. Год спустя победил на молодёжном первенстве Украины, выиграл серебряную медаль на молодёжном чемпионате Европы в Киеве, занял пятое место на Суперкубке мира в Москве, дебютировал на взрослом чемпионате мира в Каире, где дошёл до 1/8 финала. Ещё через год вновь был вторым в зачёте украинского национального первенства, седьмым на этапе Кубка мира в Минске и пятым на Суперкубке мира в Париже.
В 2007 году побывал на летней Универсиаде в Бангкоке, откуда привёз награду серебряного достоинства, выигранную в зачёте суперлёгкого веса — единственное поражение потерпел здесь от титулованного корейца Чо Нам Сока. Также в этом сезоне получил серебро на этапе Кубка мира в Бирмингеме и золото на Суперкубке мира в Роттердаме.
Одержал победу на этапе Кубка мира 2008 года в Праге, стал финалистом украинского национального первенства и благодаря череде успешных выступлений удостоился права защищать честь страны на летних Олимпийских играх в Пекине. Тем не менее, выступил на Олимпиаде крайне неудачно — уже в стартовом поединке потерпел поражение иппоном от бразильца Денилсона Лоренсу и лишился всяких шансов на попадание в число призёров.
После неудачной пекинской Олимпиады Коротун остался в основном составе украинской национальной сборной по дзюдо и продолжил принимать участие в крупнейших международных турнирах. Так, в 2009 году он занял второе место на чемпионате Украины в Харькове, седьмое место на Кубке мира в Уланбаторе, третье место на Кубке мира в Таллине, пятое место на гран-при Гамбурга. Последний раз показал сколько-нибудь значимые результаты на международной арене в сезоне 2010 года, когда попал в число призёров на этапах Кубка мира в Минске и Праге. В 2011 году также одержал победу на Кубке Украины в Сумах и вскоре по окончании этих соревнований принял решение завершить карьеру профессионального спортсмена, уступив место в сборной молодым украинским дзюдоистам. За выдающиеся спортивные достижения удостоен почётного звания «Мастер спорта Украины международного класса».
Имеет высшее образование, окончил Донецкий национальный технический университет, где обучался на факультете инженерной механики и машиностроения. С 2012 года занимает должность вице-президента в донецком клубе единоборств «Македон».